# 公子鳞
公子鳞（？—？），子姓，名鳞，又称公鳞，是宋桓公的儿子，宋襄公的弟弟。
公子鳞的后裔以其名鳞为氏，立鳞氏，也是后世鳞姓的来源之一。